# 金星满族乡
金星满族乡是中华人民共和国辽宁省铁岭市西丰县下辖的一个民族乡。

## 行政区划
金星满族乡下辖以下村级行政区划单位：
青山村、联合村、同兴村、艺林村、宝兴村、信乡村、榆泉村、金星村和永安村。